# A film története

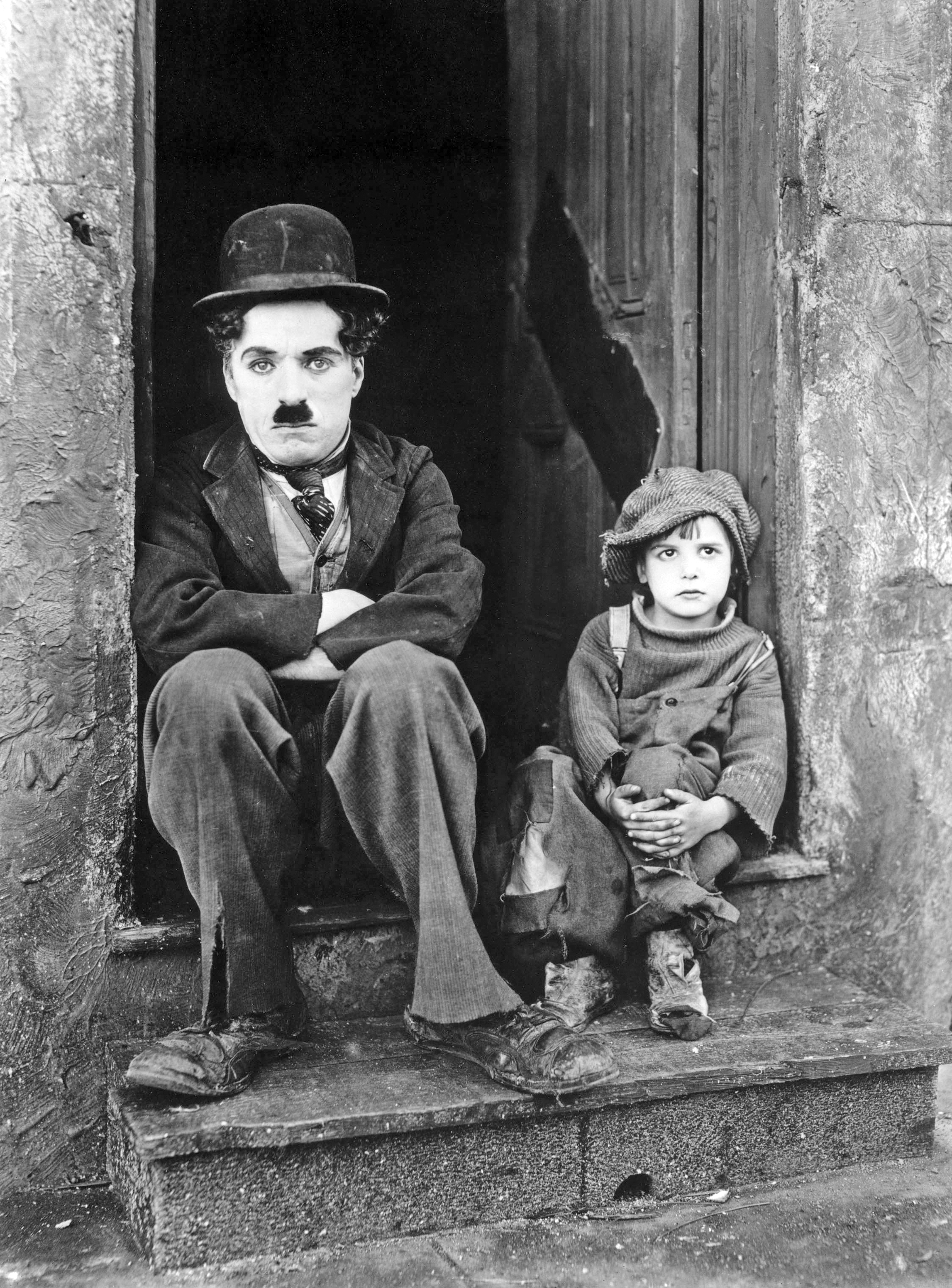
A kölyök (The Kid) című némafilm kockája, (1921)

Az első filmnek a Roundhayi kerti jelenetet tartják (1888). A mozi születésének azt a pillanatot tekintjük, amikor a kinematográf feltalálói először tartottak vetítést fizető közönségnek.

## Az állóképtől a mozgóképig
A laterna magica segítségével már a 17. században lehetséges volt rajzolt képeket úgy kivetíteni, hogy azok a mozgás illúzióját keltsék. Ennek ellenére a 19. század második feléig az átlagember (a mai viszonyokhoz képest) ritkán látott minőségi, színes képet. Leginkább templomban vagy képtárakban találkozhatott velük. A 19. század végén a technika – azon belül különösen a nyomdászat és a fényképészet – ugrásszerű fejlődésével elterjedtek a családi fotók, képeslapok, képes újságok – a mindennapi élet részévé vált a kép. Ezzel megteremtődtek a mozgóképgyártás technikai és esztétikai alapfeltételei.
Eadweard Muybridge 1878-ban Leland Stanford megbízásából 24 egymás mellé helyezett fényképezőgéppel fázisfelvételeket készített egy száguldó lóról, hogy megtudja, létezik-e olyan pillanat, amikor a vágtató ló mind a négy lába elemelkedik a földtől. A kísérlet felkelti Le Prince – Daguerre közeli ismerőse és szenvedélyes fényképész – érdeklődését és 1886-ban Amerikába utazik, hogy találkozhasson Muybridge-dzsel. Ez a találkozás megerősíti abban az elképzelésében, hogy egy olyan gépet kellene készíteni, ami egymaga képes gyors egymásutánban felvételeket készíteni. Ezek a felvételek aztán visszapörgetve a mozgás látszatát keltik. Még ugyanabban az évben bejelenti a szabadalmát – egy olyan gépet, ami másodpercenként 20 képet képes fényérzékeny szalagra rögzíteni és a képeket vetítéssel láthatóvá is tudja tenni. A találmánynak az „animated pictures” („megelevenített
képek”) nevet adja. Így La Prince a mozgókép első, valódi feltalálója. Az által készített mozgóképek („családi jelenet a roundhay-i kertben”, „forgalom a leedsi hídon”) a világ első filmjei. A gép azonban elveszett, mielőtt elterjedt volna a világban.
1894-ben New Yorkban Edison üzembe helyezi a kinetoscope-ját. Ez tulajdonképpen egy szekrény, amibe az érdeklődő – pénzbedobás után – belekukucskálva egy filmszalagra rögzített mozgóképet láthatott. Le Prince még kezdetleges papírszalagot használt, de Edison gépében már a Kodak gyár által tömegesen előállított, fényképezésre alkalmas rugalmas hártya pörög (film=hártya). Antoine Lumière francia fényképlemez- és fotocikkgyáros meglátja az Edison-féle gépben az üzleti lehetőséget, ezért megbízza fiait (Auguste és Louis), hogy azt alakítsák át úgy, hogy a filmszalagot kivetítve egy időben egyszerre több ember is nézhesse. Ennek voltak előzményei: az epidiaszkóp és a diavetítő. A Lumière fivérek 1895-ben tartják az első nyilvános vetítést és ezzel mint a mozgókép föltalálói bevonulnak a történelembe.

## Pathé fivérek
A Pathé Cinema céget Charles és Émile Pathé saját filmek gyártására alapította. A Pathé Fréres pedig a kinematográfok építésével foglalkozott. A két vállalkozás vezető pozíciót vívott ki egész Európában. Kapcsolataikon keresztül komoly anyagi támogatást szereztek, amit filmek gyártására fordítottak. A fivérek nem csak a Lumière-ék filmjeinek árusítási jogait tudták megszerezni, hanem maguk is nagyarányú filmgyártásba fogtak. Olcsó sorozatfilmeket készítettek, például passiótörténeteket. A Pathé 1903–1908 között érte el a csúcsot.
A filmbirodalom, melyhez 1907-ben 15 részvénytársaság tartozott, nyersfilmeket is gyártott, majd kölcsönző hálózatot építettek ki egész Európában. Georges Méliès, a francia film magányos úttörője nem tudott talpon maradni, 1911-től az ő filmjeit is a Pathé forgalmazta.

## Gaumont
A Pathé egyetlen komoly vetélytársa a Société Gaumont volt, amely 1910 után felül is kerekedett a versengésben. A céget Léon Gaumont alapította 1895-ben és főleg filmhíradókat gyártottak a század közepéig.

## Megszólal a film
A fonográf megjelenése után Muybridge javasolta Edisonnak, hogy a két találmányt kombinálják. 1904-ben Oscar Mester német producer saját fejlesztésű berendezésével, a biofonnal kápráztatta el a St. Louis-i világkiállítás látogatóit, mint új hangosítási kísérletével. Ez az eljárás azonban még nem nevezhető hangosfilmnek, hiszen nem maga a film volt hangosított. Ezért az eljárás neve: hangzófilm.
A hangszóró a lemezjátszó tölcsére volt, amelynek hangját sokszor elnyomta a mozigép kattogása. Közben kísérleteztek az igazi megoldáson: a képek és a hangok egyidejű, egyetlen celluloid szalagra rögzítésén.

### Hangzótól a digitális hangzásig
1922-ben három német mérnök – Hans Vogt, Joseph Massolle és Benedict Engel – levetítette első hangosfilmjét Berlinben. Az általuk feltalált új eljárást használták.
Triergon-eljárás: alapja az az elv, hogy a hanghullámokat elektromos impulzusokká, az impulzusokat viszont fénycsíkká lehet alakítani. Ezáltal hangcsíkot lehet rögzíteni a filmszalag egyik szélén. Lejátszáskor a szalagon lévő jelek ismét elektromos impulzusok lesznek, melyek megrezegtetik a hanggerjesztő membránt. A kép és a hang minden esetben szinkronban marad.
A nagy áttörést a Vitaphone eljárás jelentette. Ez a rendszer néhány év alatt hódította meg a világot. A hangot 40 cm-es lemezről játszották le. A lemezeknek általában csak az egyik oldalán volt hangfelvétel (a másik oldalon volt a címke). Fordulatszámuk 33 1/3 volt. A lemezek játékideje azonos volt a filmtekercsek játékidejével (néha kevesebb: 11 perc). 1929-1931 között rövidfilmeket is készítettek kb. 3 perces játékidővel, ezeket ugyanis hanglemezként is értékesíteni lehetett.
Az első magyar vonatkozású (német) hangosfilmet Mezőhegyesen forgatták 1928-ban. A forgatókönyvet Székely János írta. Címe Liszt muzsikája után Ungarische Rhapsodie volt. Ezt a filmet és az utána következő Csak egy kislány van a világon című filmet Vitaphone eljárással készítették. Az Ungarische Rhapsodie hanganyaga négy darab, 16 hüvelyk átmérőjű lemezből áll (három lemez kétoldalas, a negyediknek csak egyik oldalán van hangfelvétel). Chaplin Nagyvárosi fények című filmje is Vitaphone eljárással készült. Ám az átütő sikert jelentő Hyppolit, a lakáj már fényhanggal készült (Tobis-Klang).
A Warner Brothers A dzsesszénekes című 1927-es munkájával vette kezdetét a hangosfilm korszaka. A filmben a főszerepet Al Jolson fehérbőrű színész játszotta, akit négerre sminkeltek, mivel akkor még fekete bőrű színész nem játszhatott főszerepet. A filmipar a siker ellenére is vonakodott áttérni a hangosfilmre, mivel jelentős költségekkel járt volna a változás. A stúdióknak 250–500 ezer dollár közötti áron kellett megvásárolniuk a hangosfilm-felvevőket, ami még ma is óriási összeg. De akik nem tudtak áttérni az új technikára, azok később lemorzsolódtak. Egy év alatt tízszeresére nőtt a hangosfilmeket játszó mozik száma. A némafilmek korszaka leáldozott.
Magyarországon elsőként a Fórum (jelenlegi nevén Puskin) mozit szerelték fel hangos vetítőgéppel 1928-ban. Az Énekes bolond című film bemutatója csaknem meghiúsult, mert az Angliában készült berendezés csak kattogott és berregett. Molnár Jánost hívták, aki a Rádió első adásainál már nevet szerzett magának. Tréfából azt mondta: 50 pengőért megjavítja. Amikor nagy nehezen odaadták a pénzt, csak annyit tett, hogy elvágott egy villamos kábelt. Abban az időben (és így volt 1956-ig) a moziban egyenfeszültségű villamos hálózat működött. Molnár dolga annyi volt, hogy észrevette a vezetékekben tévedésből kiépített földhurkot, amelyen gerjedés lépett fel. Ezt elég volt elvágni, és már kezdődhetett is a bemutató.
- Az első teljesen hangos film a Bryan Fox által rendezett New York fényei (1928).
- Harry Beaumont Broadway Melody-ja a cselekmény szinkronizált elemeként is használja a hangot: a becsapódó ajtó hangja dramaturgiai elem (1929).
- Németországban a Klangfilm és a Tobis teljesen uralja ekkor a hangosfilmpiacot, amely a triergon eljáráson alapul. Az első német hangosfilm A világ melódiája volt. (A Klang német szó jelentése: természetes hang.) A harmincas évek magyar filmjei a Tobis-Klang eljárással készültek, ezeknek azonban igen magas volt a licenc-díja. Ezért dolgozta ki Pulváry Károly a MAFIRT (Magyar Film Iroda) laboratóriumában a Pulvári hangrögzítési módszert.

A hangosfilm leglátványosabb áldozata maga a filmművészet volt, ugyanis a korai hangfelvételek rejtett mikrofonokkal készültek. A színészeknek a mikrofon irányába kellett beszélniük, a színészi mimikát ezzel korlátozva. A hangosfilm terjedése heves ellenállást váltott ki Charlie Chaplinből és Balázs Bélából is.
- 1931-ben bemutatták Budapesten a Kék Bálványt Jávor Pál főszereplésével, az első magyarországi hangosfilmet, a hangmérnök dr. Lohr Ferenc volt. Ráfizetéssel zárt a film. Ezt követte Csortos Gyula és Kabos Gyula játékával a Hyppolit, a lakáj, amely már óriási kasszasikernek bizonyult.
- A Movietone eljárás elterjedt az 1930-as években. A lemezre történő hangrögzítés helyett szalagra vették a hangot. A kép és hangcsík itt még független egymás mellett a negatívon, de a másolás már együtt történik.
- A keverésnek köszönhetően a film összes hangja egyetlen hangsávba került.
- 1940-ben Walt Disney Fantázia című rajzfilmjében először használták a sztereó hangot.

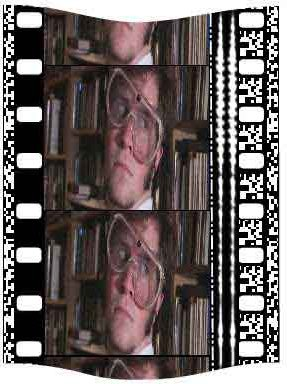
35 mm-es film digitális hanggal

A sztereó hang meghatározása a Lokomotív G.T. definíciójában a "Szól a rádió" dalában:
"Sztereóban fogható, s ebben az a jó

hogy a két oldalról, egyidőben, más-más hallható

A nagyzenekar hangzásában éppen az a szép

Ha középen ülsz és jól figyelsz, már teljesebb a kép"
Az 1950-es évek közepétől terjed a sztereofónia párhuzamosan a kinemaszkóp eljárással.
A hetvenes években fejlesztette a ki a Dolby laboratórium a zajszűrő rendszerét. Majd a 80-as években megjelent a digitális hangrögzítés. Elérhetővé vált, hogy a mély, a közép és a magas hangokat külön csatornára lehetett rögzíteni és kellő mennyiségű és minőségű hangszóróval visszajátszani. Ma a legfejlettebb rendszerek több mint 20 csatornán tudnak hangot felvenni. A filmek digitális hangrögzítésében az úttörő szerepet a Dolby Digital, majd a Digital Theatre System vállalta. A japán Sony cég legkorszerűbb mozihangzását a Dynamic Digital Sound (SDDS) rendszerével hozta meg.

## Színes film
- 1902-ben készült az első színes film, de az eljárást feltalálója Edward Turner brit fotográfus a szabadalmaztatott módszere teljes kifejlesztése előtt elhunyt. A filmet digitális technológia segítségével sikerült az eredeti leírás alapján előállítani. Legelőször 2012. szeptember 12-én mutatták be a londoni Tudomány Múzeumában megrendezett bemutatón.[5]
- 1907-ben a Lumière fivérek bemutatták az autokróm eljárást. A kifejezés jelentése önszínesítő. Réteggel bevont üveglapokat használtak. A rétegekbe apró piros, kék és zöld színezésű keményítőszemcséket ágyaztak. A színes szemcsék csak meghatározott színű fényt eresztettek át. A réteg fölé a fekete-fehér fotoemulziót öntötték, és az így kapott nyersanyagot a szemcséken keresztül világították meg. Így megkapták a diapozitívot.
- 1909-ben a londoni Palace varietében levetítették az első színes hatású filmet. George Albert Smith fényképész korábban kifejlesztett kinemacolor eljárása adta a film színét. Színszűrőket használt a felvételei közben, de csak két színnel tud egyszerre dolgozni, melyet additív módon kever.
- 1917-ben a tényleges színes film bemutatkozására az Amerikai Egyesült Államokban a technicolor eljárás adott lehetőséget.
- 1936-ban a szubtraktív színkeverés fejlettebb eljárást alkalmazták, ami az Agfacolor néven vált ismertté a színes filmek körében (negatív–pozitív filmpáros alkalmazása). A német gyártót az Eastman Kodak követte Kodakchrome néven. Az elvonó színkeverés a fény fizikai és optikai tulajdonságát veszi alapul.
- 1939 Az első amerikai hangos játékfilm, melyben hosszabb színesre forgatott és színesen vetített jelenet volt, az George Cukor: A nők című filmje. Ugyanebben az évben Victor Fleming és George Cukor rendezésében elkészül a teljesen színesre forgatott és színesen vetített film, az Elfújta a szél.

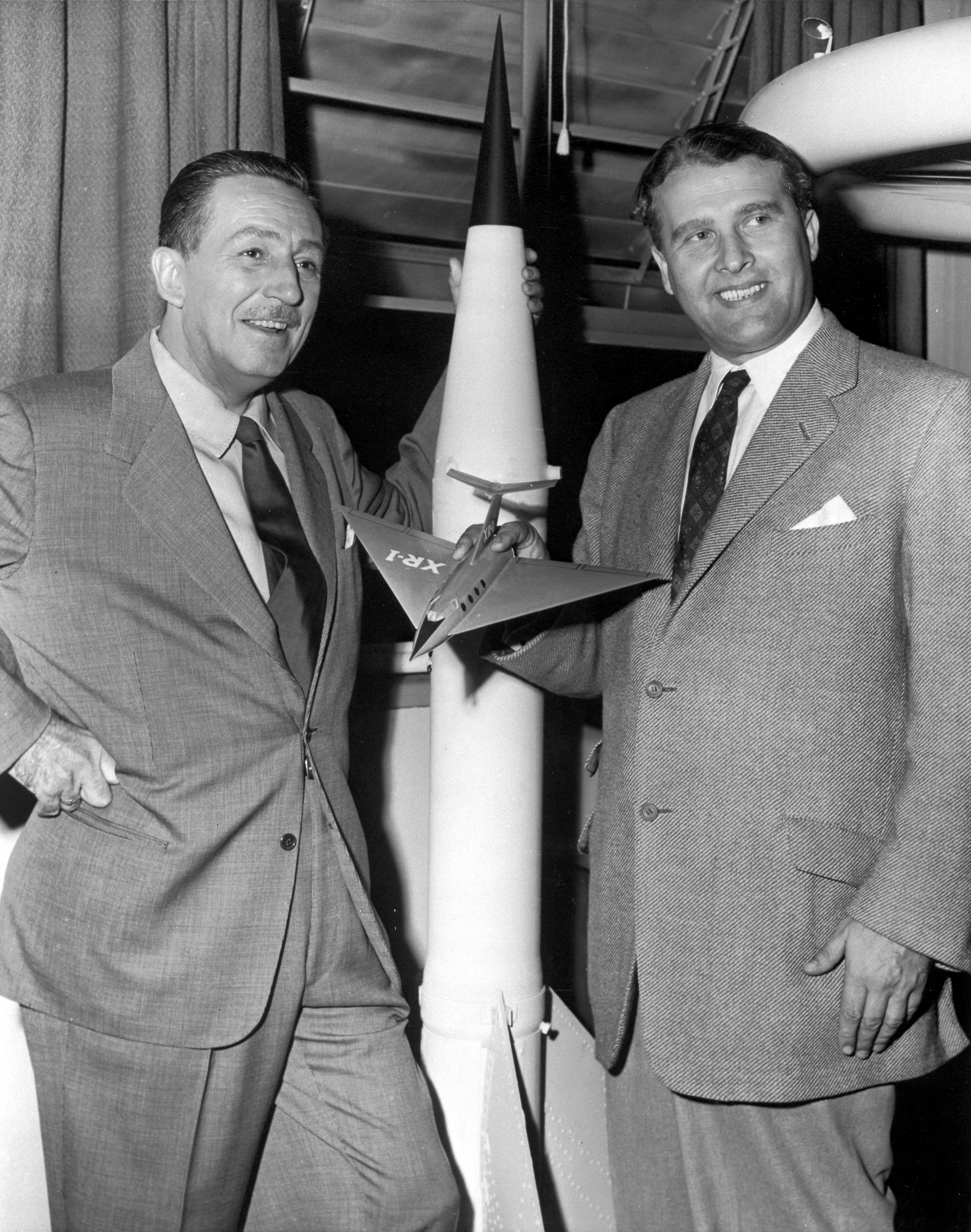
Walt Disney (balra)

A Technicolor cég 1930-ra dolgozta ki a három alapszín, illetve a keverésükkel létrehozott többi színnel készíthető filmek gyártási lehetőségét. Walt Disney fejlesztette ki az eljárást. A Hiúság vására című film 1935-ben készül el, de a színes film valódi premierjére 1937-ben került sor Disney Hófehérke és a hét törpe című klasszikusára.
A fejlődést a színes fotótechnika változása határozza meg, egyre nagyobb fényérzékenységű és jobb minőségű nyersanyagok kerülnek a piacra.
1938-ban színes amerikai film készült technicolor eljárással Budapestről, Liszt Ferenc zenéjére.
Az első teljes egészében színes technikával készített magyar rajzfilmet, az 1951-ben bemutatott A kiskakas gyémánt félkrajcárját Macskássy Gyula rendezte. A 15 perces filmhez mintegy 20 000 fázisrajzot kellett elkészíteni. A kiskakas és az öreg néni figuráját Fekete Edit grafikusművész tervezte. Színes technikával már korábban is próbálkoztak Magyarországon: Kató-Kiszly István 1932-ben rendezte a Bogárorfeum című rajzfilmjét, amelyben kiszínezett háttér jelent meg a vásznon. Az 1942. február 21-én bemutatott A beszélő köntös című fekete-fehérben forgatott filmnek már három színes betétje készült.
Az első egész estés teljesen színes magyar film az 1950. február 27-én bemutatott Ludas Matyi volt.

## Térhatású film
Térhatású filmeket már 1903 óta készítettek, például a Vonat érkezik (L'arrivée du train) anaglif technikával is megtekinthető volt. Az első film, amelyet nagy közönség előtt is bemutattak, a The Power of Love (1922). A vetítés (angolul: pulldown) rendszere kétoldalas (side-by-side) volt. Az első 70 mm-es térhatású filmet 1936-ban készítették, Magyarországon azonban 1952-ig nem volt lehetőség ilyen filmek vetítésére. Ez volt a térhatású filmek első »robbanási« időszaka, de hozzánk nem jutottak el. A vetítések leállásáig (1954) csak az addig elkészült magyar filmeket lehetett látni: a Shakespeare Téli rege című darabjából készült filmet még levetítették, de az Artista vizsga című film már nem érte meg a bemutatót. Ilyen filmvetítés nem is volt, egészen a második »robbanási« időszakig, az IMAX elterjedéséig.
Az első magyar színes térhatású filmet (akkori kifejezéssel: plasztikus filmet) 1952-ben mutatták be a budapesti Toldi moziban. Ez az Állatkerti séta volt, amely 1951-ben készült. A filmet digitálisan felújították, és 2012-ben az M3D televíziós csatorna többször is bemutatta. Az időben soron következő Színes szőttes című színes térhatású táncfilmnek már csak a fekete-fehér kópiája maradt fent.

## Képformátumok
1933-ban az AMPAS határozta meg a korai szabvány méretarányt, mely négy a háromhoz volt. 1953-ig valamennyi hangosfilm képaránya 1,37:1-hez volt, amely megegyezett a televízióban használt méretaránnyal.
Az ötvenes évektől kezdődően egy sor új képarány formátummal készített film látott napvilágot. A széles vásznú filmek képaránya Európában legalább 1,66:1-hez. Az Egyesült Államokban pedig az 1,85:1-hez mérte terjedt el.
A szuper szélesvásznú filmek úttörője a CinemaScope volt. A kép oldalainak aránya itt kezdetben 2,66:1. (Majd ahogy a hangot is a szalagra rögzítették, ez lecsökkent 2.55:1, illetve sztereóhang esetén 2.35:1 -re) . Később létrejött a WarnerScope, majd a hazánkban is használt AgaScope. Napjaink legelterjedtebb széles vásznú technikája a PanaVision, mely 35 mm-es filmmel dolgozik.
A hetvenes években a kanadai Imax Corporation Torontóban kifejlesztette az IMAX filmformátumot, amely 70 mm-es. Az eredmény páratlan minőségű filmvetítés. Az eljárás viszont egyelőre igen drága, külön kamerát igényel, ami még óriási és nehéz mobilizálni.

## A számítógépes film
Az 1980-as – 1990-es évekre a számítógépek fejlődésével egyre inkább elterjedt a CGI (Computer-Generated Imagery – számítógép generálta ábrázolás). Ez egyre inkább meggyőzőbbé, könnyebbé és olcsóbbá vált, így egyre inkább kiszorította a maketten alapuló ábrázolást. Másrészt ez lehetőséget adott olyan dolgok filmre vitelében amik addig elképzelhetetlennek voltak (például fantasy és sci-fi filmekben). A 2000-es évek elejére már jellemző, hogy egy nagy költségvetésű filmforgatás jobban különbözött az előzőektől, mint bármikor. A színészek díszlet nélküli, üres térben játszanak zöld vagy kék háttér előtt, és a környezetet csak később az utómunkálatok során CGI technikával adják hozzá. Gyakoriak a látványos, 3 dimenzióban létrehozott, tágas, távlatos hátterek, sőt szereplők. A nyaktörő mutatványokban vagy egy nem valóságos elemmel történő komolyabb interakció során a színészeket nem kaszkadőrökkel, hanem számítógépes modellel helyettesítik, ahol csak lehet. Az élethűség kedvéért a színészek testét digitalizálják, majd, ha nem számítógéppel könnyen létrehozható mozgásról van szó, akkor a kaszkadőrök mozdulatait is, azokat pedig összeillesztik.
A Toy Story – Játékháború volt 1995-ben az első egész estés, teljes időtartamában számítógéppel készített film.
2002-ben A Gyűrűk Ura második részében sok ezernyi statiszta nélkül hoztak létre élethű méretű hadsereget több hónapnyi számítógépes renderelés után. Egy évvel korábban már az animációs filmek terén elállította a lélegzetet a Final Fantasy – A harc szelleme egész estés, teljes egészében számítógéppel készült, csaknem fotorealisztikus ábrázolásával.

## Egyéb szakirodalom

### Bibliográfiák
- Tóbiás Áron: Filmkönyvek könyve – Magyar nyelvű filmszakirodalom, Magyar Filmtudományi Intézet és Filmarchívum-Népművelési Propaganda Iroda, Budapest, 1971 (Filmbarátok Kiskönyvtára)

### Filmlexikonok, lexikonszerű művek

#### Egyetemes
- (szerk.) Castiglione Henrik – Székely Sándor: Filmlexikon, Magánkiadás, Budapest, év nélkül [1941]
- Molnár István – Baróti Dezső – B. Egey Klára: Filmek könyve – Hetvenegy világhírű filmről, Magvető Könyvkiadó, Budapest, 1967
- Veress József: Kétszáz film, Magvető Könyvkiadó, Budapest, 1969
- (szerk.) Lajta Edit – Putnoky Istvánné – Ábel Péter: Új filmlexikon I–II., Akadémiai Kiadó, Budapest, 1973
- (szerk.) Székely Éva: 88 és 1/2 híres film, Móra Ferenc Könyvkiadó, Budapest, 1996, ISBN 963-11-7321-6
- (szerk.) Bolyki Tamás: A világ legnagyobb filmjei. Filmtörténeti utazás téren és időn át a világ legerotikusabb filmjeitől a leglátványosabb díszleteken keresztül a legvéresebb horror-, és bűnügyi filmekig!, Android Lap- és Könyvkiadó, Budapest, 1998, ISBN 963-8377-23-2
- (szerk.) Csala Károly – Veress József: Filmlexikon 1945-től napjainkig I–II., Totem Könyvkiadó, Budapest, 1999, ISBN 963-590-131-3
- (szerk.) Steven Jay Schneider: 1001 film, amit látnod kell, mielőtt meghalsz, Gabo Könyvkiadó, Budapest, 2004, ISBN 963-9526-58-4
- Roger Ebert: Száz híres film, Európa Könyvkiadó, Budapest, 2006, ISBN 963-07-7892-0
- (szerk.) Orosdy Dániel: Az 501 legfontosabb film, amit mindenképpen látnod kell, Alexandra Kiadó, Pécs, 2006, ISBN 963-369-861-8
- Géczi Zoltán – Teszár Dávid: 94 filmsiker amit nem hagyhatsz ki, Pannon-Literatúra Kft., Kisújszállás, 2008, ISBN 978-963-251-054-5
- Manfred Leier: A 100 legjobb film – Lenyűgöző utazás a mozgófilm történetében, Alexandra Kiadó, Pécs, 2008, ISBN 978-963-368-715-4
- (szerk.) Steven Jay Schneider: 101 sci-fi film amit látnod kell, mielőtt meghalsz, Gabo Könyvkiadó, Budapest, 2009, ISBN 978-963-689-319-4
- (szerk.) Steven Jay Schneider: 101 horror film – Amit látnod kell, mielőtt meghalsz, Gabo Könyvkiadó, Budapest, 2010, ISBN 9789636893187
- (szerk.) Steven Jay Schneider: 101 gengszterfilm amit látnod kell, mielőtt meghalsz, Gabo Könyvkiadó, Budapest, 2011, ISBN 978-963-689-436-8
- Puzsér Róbert: A hét mesterlövésze I–II. – Az 50 legjobb film – Puzsér Róbert rádiós beszélgetései, Scolar Kiadó, 2012–2013, ISBN 9789632443874 és ISBN 9789632444543
- Nagy Imre: A Lumiere-örökség – Filmek az ezredfordulón (1990–2006) I–II., Kronosz Kiadó, 2013, ISBN 9786155339516
- Lichter Péter: 52 hátborzongató film – A Psychótól a Fehér éjszakákig, Scolar, 2021, ISBN 9789635092918
- Lichter Péter: Steven Spielberg filmjei – A cápától a Schindler listájáig, Scolar, 2020, ISBN 9789635091607
- Lichter Péter: 52 kultfilm: A Szárnyas fejvadásztól a Feltörő színekig, Budapest: Scolar Kiadó, 2018, ISBN 9789632449456
- Lichter Péter: 52 érzéki film – Az absztrakciótól az erotikáig, Budapest: Scolar Kiadó, 2023 ISBN 9789635097388

#### Magyar
- Játékfilmjegyzék, MOKÉP, Budapest, 1960-as évek (több kötet)
- Mezőgazdasági, élelmiszeripari, erdészeti, földügyi filmek katalógusa, Mezőgazdasági és Élelmezésügyi Minisztérium, Budapest, 1970-es évek (több kötet)
- Ismeretterjesztő filmek katalógusa. Társadalomtudomány, művészetek, TIT Budapesti Szervezete, Budapest, 1970-es évek (több kötet)
- Nyerges András: Magyar filmek mozija, Népművelési Propaganda Iroda, Budapest, 1981, ISBN 963-562-868-4
- Majer Rudolfné – Temesi Ida: Környezet- és természetvédelmi filmek katalógusa, Szakszervezetek Országos Tanácsa-Országos Környezet- és Természetvédelmi Hivatal, Budapest, 1981
- Ismeretterjesztő filmek és egyéb ismerethordozók katalógusa, Csongrád Megyei Tanács Művelődési Központja, Szeged, 1983
- Közművelődési filmek jegyzéke, MOKÉP, Budapest, 1984
- Címlista. Az 1981. október 1-én forgalomban lévő filmekről, diákról és műsoros magnókazettákről, Mozgóképforgalmazási Vállalat, Budapest, 1984
- (szerk.) Karcsai Kulcsár István – Veress József: Magyar Filmkalauz – Negyven év száz magyar nagyjátékfilmje, Magyar Filmintézet–Magvető Könyvkiadó, Budapest, 1985, ISBN 963-14-0514-1
- (szerk.) Belénessy Csaba: Videofilm katalógus. A Magyarországon 1984-től 1994 december 31-ig megjelent filmekről, Fénypont Videocenter, h. n., 1995
- (szerk.) Márton Ágnes – Varga Balázs: Magyar történelmi dokumentumfilmek filmográfiája 1970-1990, Magyar Filmintézet-Magyar Filmklubok és Filmbarátok Szövetsége-Országos Széchenyi Könyvtár, h. n., 1995, ISBN 963-7147-21-7
- (szerk.) Veress József: Magyar Filmlexikon I–II., Magyar Nemzeti Filmarchívum, Budapest, 2005, ISBN 963-7147-45-4
- Deák Tamás – Mudrák József: Magyar hangosfilm lexikon 1931–1944, Attraktor Kft., Máriabesnyő–Gödöllő, 2006, ISBN 963-958-056-2
- (szerk.) Bori Erzsébet – Turcsányi Sándor – Solymosi Éva: 303 magyar film, amit látnod kell, mielőtt meghalsz, Gabo Kiadó, Budapest, 2007, ISBN 978-963-9635-91-3
- Tóth Klára: 53 magyar film – Hyppolittól a Sátántangóig, Magyar Művészeti Akadémia, Budapest, 2015, ISBN 978-615-5464-14-0
- 100 magyar dokumentumfilm 1936–2013, MMA Kiadó Nonprofit Kft., 2022
- Bárdos Endréné: Egészségnevelési filmek katalógusa, Interpress Kiadó és Nyomda Vállalata, Budapest, é. n.
- Magyar filmográfia-sorozat:
  - (szerk.) Kovács Ferenc – Pór Irén Magyar filmográfia I–VI., Színháztudományi és Filmtudományi Intézet, Budapest, 1958–1963
  - (szerk.) Luttor Márta – Szilágyi Erzsébet – Dr. Molnár István – Kasza Gizella – Poór Irén: Játékfilmek 1945-1969, Magyar Filmtudományi Intézet és Filmarchívum Budapest, 1973
  - (szerk.) Dr. Molnár István – Luttor Márta – Farkas Márta – Kasza Gizella – Megyeri Lili – Papp Éva – Tóth Ádám – Traser Mária: Rövidfilmek 1945-1960, Magyar Filmtudományi Intézet és Filmarchívum Budapest, 1979, ISBN
  - (szerk.) Lendvai Gáborné – Dr. Molnár István: Játékfilmek 1970-1974, Magyar Filmtudományi Intézet és Filmarchívum Budapest, 1980, ISBN 963-562-476-X
  - (szerk.) Lendvai Erzsi – Luttor Márta: Játékfilmek 1975-1979, Magyar Filmtudományi Intézet és Filmarchívum Budapest, 1985
  - Játékfilmek 1980-1984, Magyar Filmtudományi Intézet és Filmarchívum Budapest, 1987
  - (szerk.) Gombos Judit – Lendvai Erzsi: Játékfilmek 1985-1989, Magyar Filmtudományi Intézet és Filmarchívum Budapest, 1991
  - (szerk.) Farkas Márta – Lendvai Erzsi: Dokumentumfilm, animációs film, rövidfilm 1981-1985, Magyar Filmintézet, Budapest, 1993
  - (szerk.) Varga Balázs: Játékfilmek 1931-1997, Magyar Filmintézet, Budapest, 1998

### Lexikonszerű művek filmrendezőkről, filmszínészekről
- (szerk.) Karcsai Kulcsár István – Dr. Papp Sándor – Ábel Péter: Ki kicsoda a mai magyar filmművészetben. Akik a magyar filmeket csinálják, Magyar Filmgyártó Vállalat, Budapest, 1983, ISBN 963-01-4698-3
- (szerk.) Gelencsér Gábor: Magyar rendezők könyve, Magyar Filmintézet – Magyar Filmunió, Budapest, 1999, ISBN 963-03-8529-5
- (szerk.) Zalán Vince: Filmrendezőportrék, Osiris Kiadó, Budapest, 2004, ISBN 963-389-395-X
- (szerk.) Zalán Vince: Magyar filmrendezőportrék, Osiris Kiadó, Budapest, 2004, ISBN 963-389-688-6
- Nicolaus Schröder: Klasszikusok – 50 híres filmrendező – A filmművészet legnagyobb mesterei, Alexandra Kiadó, Budapest, 2004, ISBN 963-368-870-1
- Veress József: Filmrendezők arcképcsarnoka, Anno Kiadó, Budapest, 2007, ISBN 978-963-375-519-8
- (szerk.) Steven Jay Schneider – Solymosi Éva: 501 filmrendező. A legnagyobb filmrendezők átfogó kalauza – Az 1001 film, amit látnod kell, mielőtt meghalsz alkotóitól, Gabo Könyvkiadó, Budapest, 2008, ISBN 978-963-689-190-9
- (szerk.) Steven Jay Schneider: 501 filmsztár, Gabo Könyvkiadó, Budapest, 2008, ISBN 978-963-689-172-5
- (szerk.) Bori Erzsébet – Turcsányi Sándor – Haiman Ágnes – Solymosi Éva: 303 magyar filmszínész, akit látnod kell, mielőtt meghalsz, Gabo Könyvkiadó, Budapest, 2009, ISBN 978-963-689-332-3
- (szerk.) Gulyás János: MADE – Magyar Dokumentumfilm Rendezők Egyesülete 1998–2000, Montázs 2000, Budapest, 2011
- Robert Schnakenberg: Híres filmrendezők titkos élete. Amit tanáraink sohasem meséltek el a világ legendás filmrendezőiről, HVG Kiadó Zrt., Budapest, 2012, ISBN 978-963-304-078-2
- Lichter Péter: Korszakalkotók – Kortárs amerikai filmrendezők, Tudással a Jövőért K. Alapítvány, Budapest, 2013, ISBN 9789630861649
- (szerk.) Árva Márton: Kino Latino - Latin-amerikai filmrendezőportrék, Tudással a Jövőért Alapítvány, Budapest, 2020,  helytelen ISBN kód: 786150081687